# Eratostene

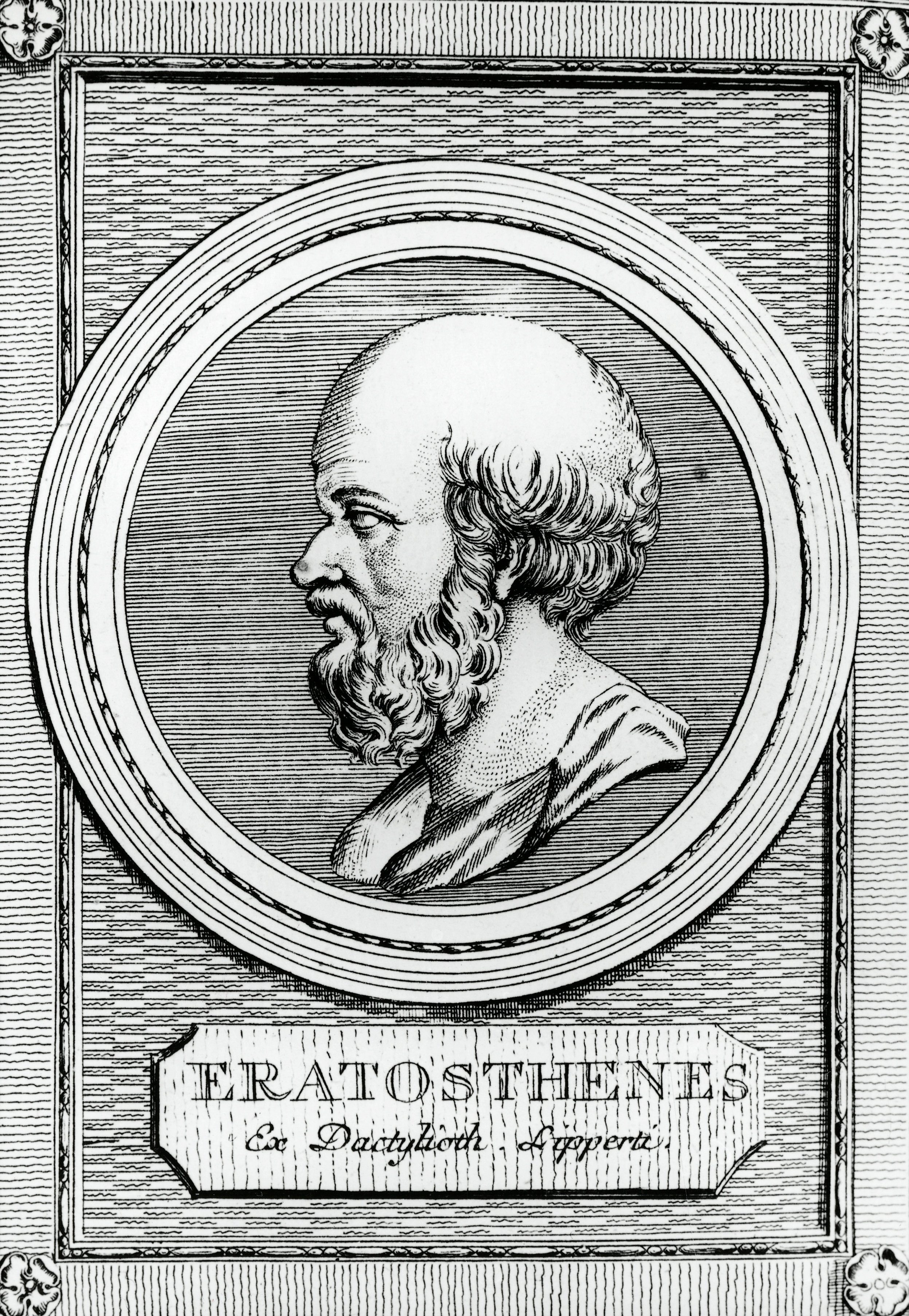

Eratostene din Cyrene (în greacă Ἐρατοσθένης, Eratosthenes; cca 276 - cca 195 î.Hr.) a fost un matematician, poet, atlet, geograf și astronom antic grec, membru al Academiei din Alexandria. Este considerat fondatorul geografiei matematice.
A fost apreciat de Arhimede pentru activitatea sa.

## Viața
S-a născut la Cirene și a avut ca îndrumători pe Aristeu din Kios și pe Lysanias din Cirene. 
O parte din viață a petrecut-o la Atena.
La 40 de ani, a fost invitat de regele Ptolemeu al III-lea al Egiptului ca dascăl pentru fiul său și moștenitorul tronului.
Astfel, Eratostene ajunge administrator al Bibliotecii din Alexandria, post deținut până la sfârșitul vieții dimpreună cu cel de astronom al curții regale.
A murit sărac și orb.

## Activitatea
A făcut o serie de descoperiri și invenții, incluzând un sistem de latitudine și longitudine. A fost primul grec ce a calculat circumferința și înclinarea axei Pământului, ambele cu o acuratețe remarcabilă. Este posibil ca el să fi fost primul care a calculat distanța Pământului față de Soare. A creat o hartă a lumii bazată pe cunoștințele vremii. A fost inițiatorul cronologiei științifice, instituind sistemul de stabilire a datelor evenimentelor față de data cuceririi Troiei.
Eratostene a fost primul care a făcut măsurători concrete pentru determinarea circumferinței Pământului, când deja se considera ca Pământul are forma unei sfere:
1. La momentul solstițiului de vară (21 iunie), la ora 12:00, soarele este la zenit în localitatea Assuan (razele soarelui cad perpendicular pe suprafața Pământului, Assuan situându-se pe tropicul Racului).
2. La aceeași dată și oră, în orașul Alexandria, situat aproximativ pe același meridian ca și Assuan (diferență de 2 grade), umbra lăsată de un turn reprezenta 1/50 din circumferința unui cerc. Aceasta corespunde unui unghi de aproximativ 7 grade și 12 minute.
3. Distanța dintre cele două localități este de aproximativ 5.000 de stadii (o stadie antică grecească are aproximativ 185 metri).

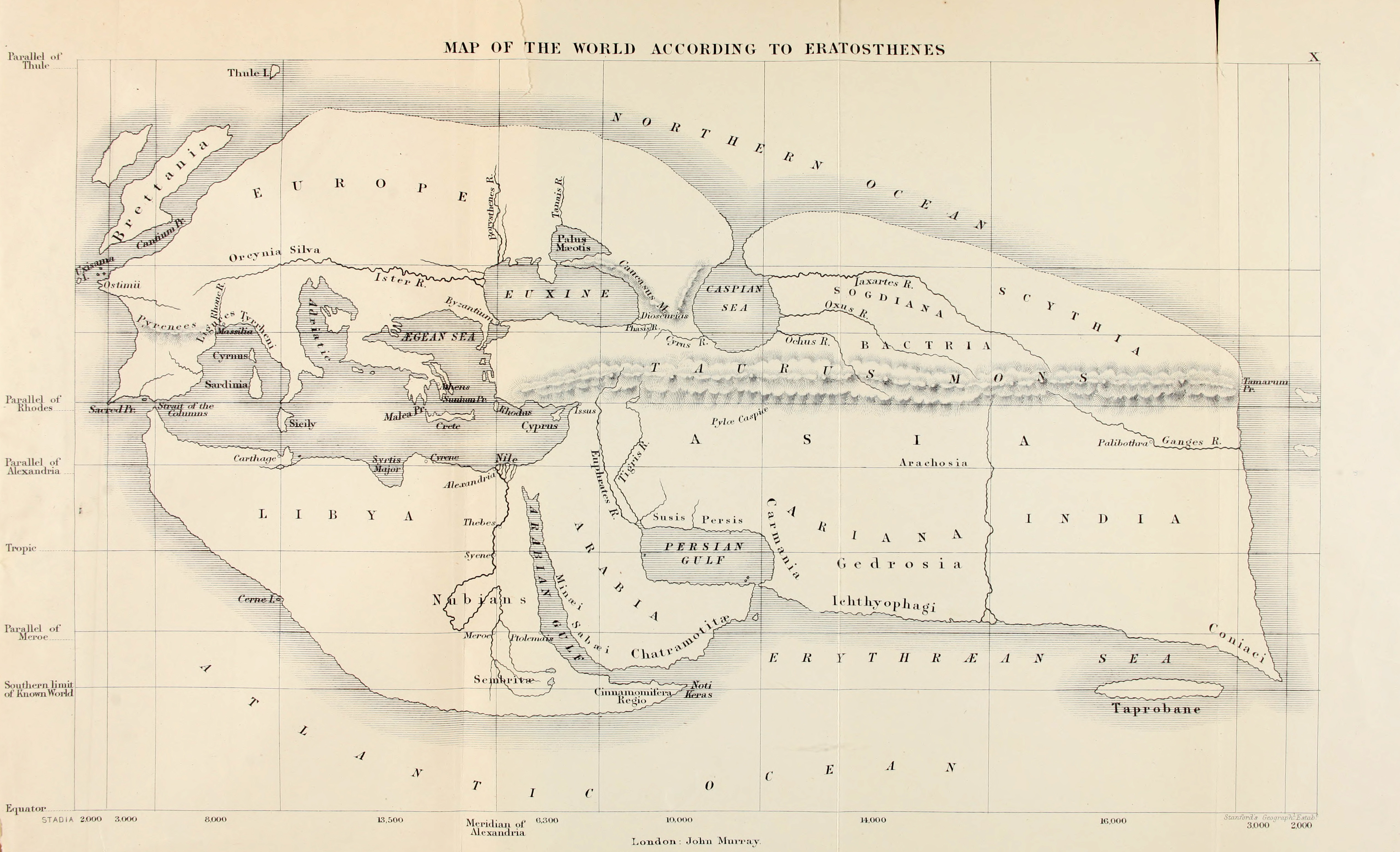
Reconstrucţie din sec. al XIX-lea a hǎrţii lumii cunoscute realizate de Eratostene, cca 194 î.Hr.

Astfel, un cerc mare al sferei cu care era aproximat Pământul era de cca 50 x 5.000 = 250.000 stadii = aproximativ 39.690 km. Valoarea acceptată actual este de 40.008 km.
Aceste măsurători au avut totodată și o altă importanță, Eratostene fiind primul care a descoperit că forma Pământului poate fi determinată prin măsurători de arce de meridian.
În aritmetică, a descoperit un procedeu de a găsi numerele prime, care ulterior a fost numit ciurul lui Eratostene.
Ca geometru, a studiat locurile geometrice.
A utilizat metoda mecanică de rezolvare a problemelor de geometrie, metodă preluată ulterior de Arhimede.
A soluționat problema duplicării cubului construind un aparat numit mesalobon.
Eratostene s-a ocupat și de cronologie.
A elaborat, în locul vechiului calendar egiptean, un nou calendar cu un an bisect, care a fost introdus în anul 238 î.Hr.

## Scrieri
În lucrarea Platonikos, Eratostene tratează probleme de matematică și muzică.
O altă lucrarea cunoscută a sa (tradusă în latină) este De locis ad medietates.
Fragmentele rămase din lucrările sale de geografie au fost culese de L. Aucher și publicate în 1770.